# Giardini del Molosiglio
I giardini del Molosiglio sono un parco pubblico di Napoli che sorge in via Acton, nel quartiere San Ferdinando nel tratto di passeggiata fra la stazione marittima ed il lungomare.

## Storia
I giardini sono stati progettati e realizzati negli anni venti, in seguito ai nuovi programmi urbanistici per la litoranea di Napoli. La necessità di avere un grande asse viario per collegare la parte est della città con la riviera di Chiaia ha portato alla realizzazione del tunnel della Vittoria, via Cesario Console e via Acton, con l'allestimento dei giardini del Molosiglio su un'area precedentemente occupata dal grande arsenale di Napoli.
Il termine Molosiglio deriverebbe dallo spagnolo molosillo cioè piccolo molo.

## Descrizione
Il giardino ha una estensione di 21.000 metri quadrati. All'interno di esso vi si trovano alcune fontane monumentali: la fontana dei Papiri, la Fontana delle Conchiglie e quella dei Leoni.
È presente anche un monumento al Fante, eretto in ricordo dei soldati caduti durante le aspre battaglie della prima guerra (a cui si sono aggiunti i caduti di El Alamein) composto da una colonna corinzia e cinque conci posti in circolo attorno ad essa, dove sono incise le cinque battaglie della grande guerra: Passo Buole, Pasubio, Monte San Michele, Montelungo, Monte Grappa. Sulla base della colonna è invece inciso il nome El Alamein.
La colonna romana fu donata dall'Associazione Nazionale del Fante alla Città di Napoli, ed all'inaugurazione (24 maggio 1955), in occasione del Raduno Nazionale di tutti i Fanti, furono presenti il Presidente della Repubblica On. Giovanni Gronchi ed il Ministro della Difesa On. Taviani.

## La riqualificazione

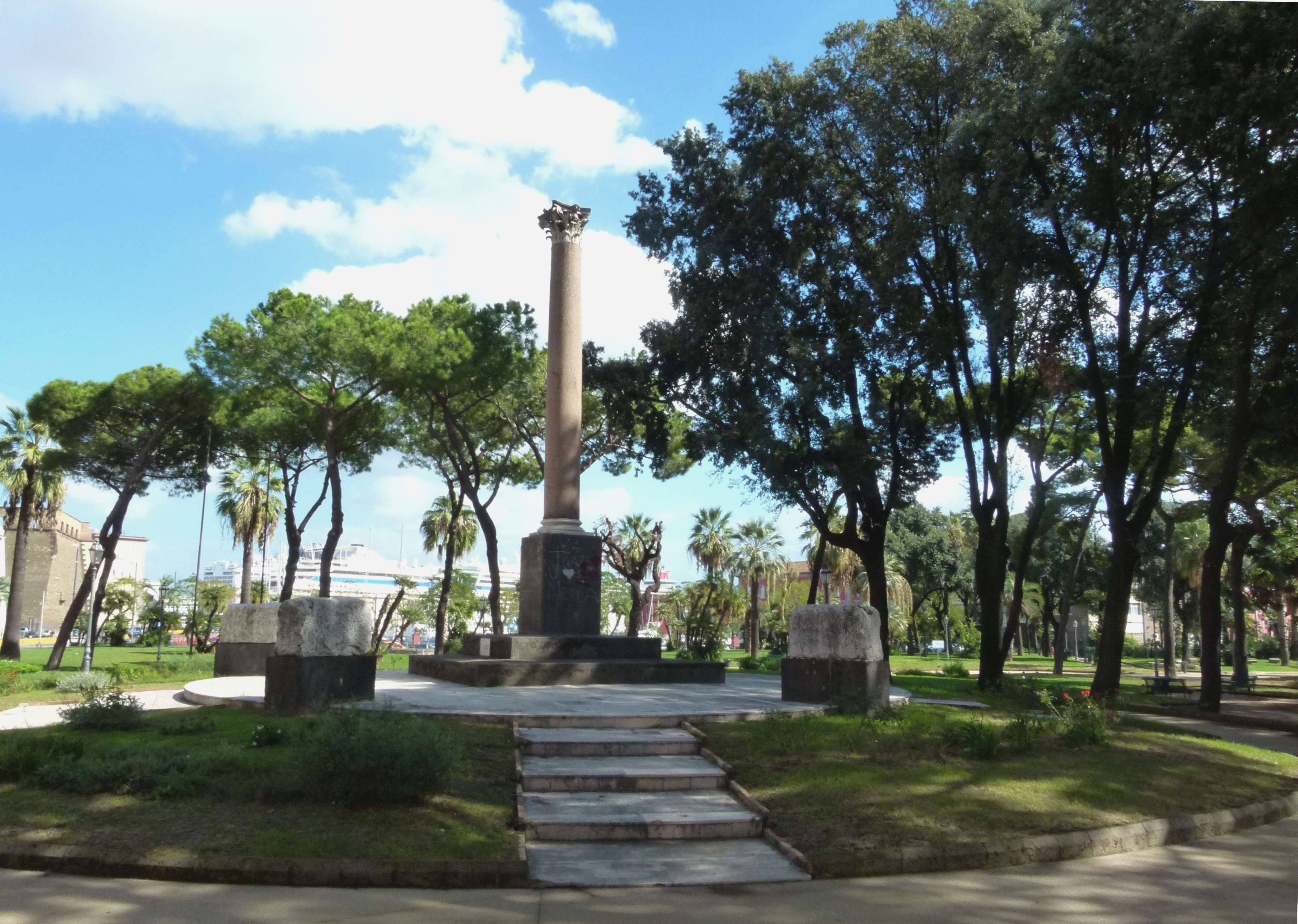
Monumento al Fante

Nel maggio 2012 è stata portata a termine una importante ristrutturazione dei giardini. Il progetto dell'amministrazione comunale è creare un'unica passeggiata dal porto al molo Beverello al lungomare. In futuro il progetto comprenderà anche l'area di molo San Vincenzo.
Con i lavori è stata creata un'area di circa 500 m² riservata ai cani, sono state riqualificate le aiuole, controllati circa 250 alberi e accentuata la presenza dello scalone che conduce al mare. La gestione della manutenzione è frutto di un accordo fra il Comune di Napoli, la Lega Navale ed il Circolo Canottieri Napoli.
Ulteriori lavori di restauro continuano intorno alla fontana dei Papiri, per la quale si pensa di creare un impianto di fitodepurazione.

## Trasporti

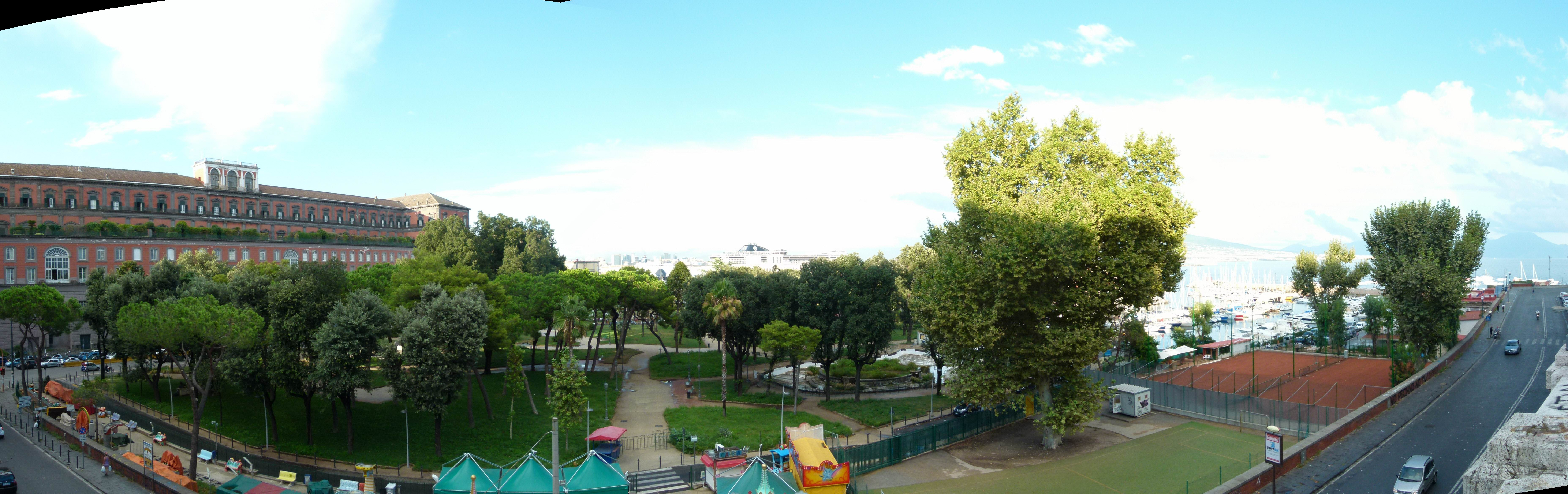
I giardini e il lato sud di Palazzo Reale

La posizione centrale rende il parco raggiungibile a piedi da tutto il centro storico. Inoltre, in via Acton, adiacente al giardino, c'è una fermata delle seguenti autolinee urbane di Napoli:
- 140: Posillipo Capo - Via S.Lucia
- 151: Piazza Garibaldi - Piazzale Tecchio
- 154: Parcheggio Brin - Piazza Vittoria
- N1: Parcheggio Brin - Piazzale Tecchio (linea notturna)